# Terakotová armáda

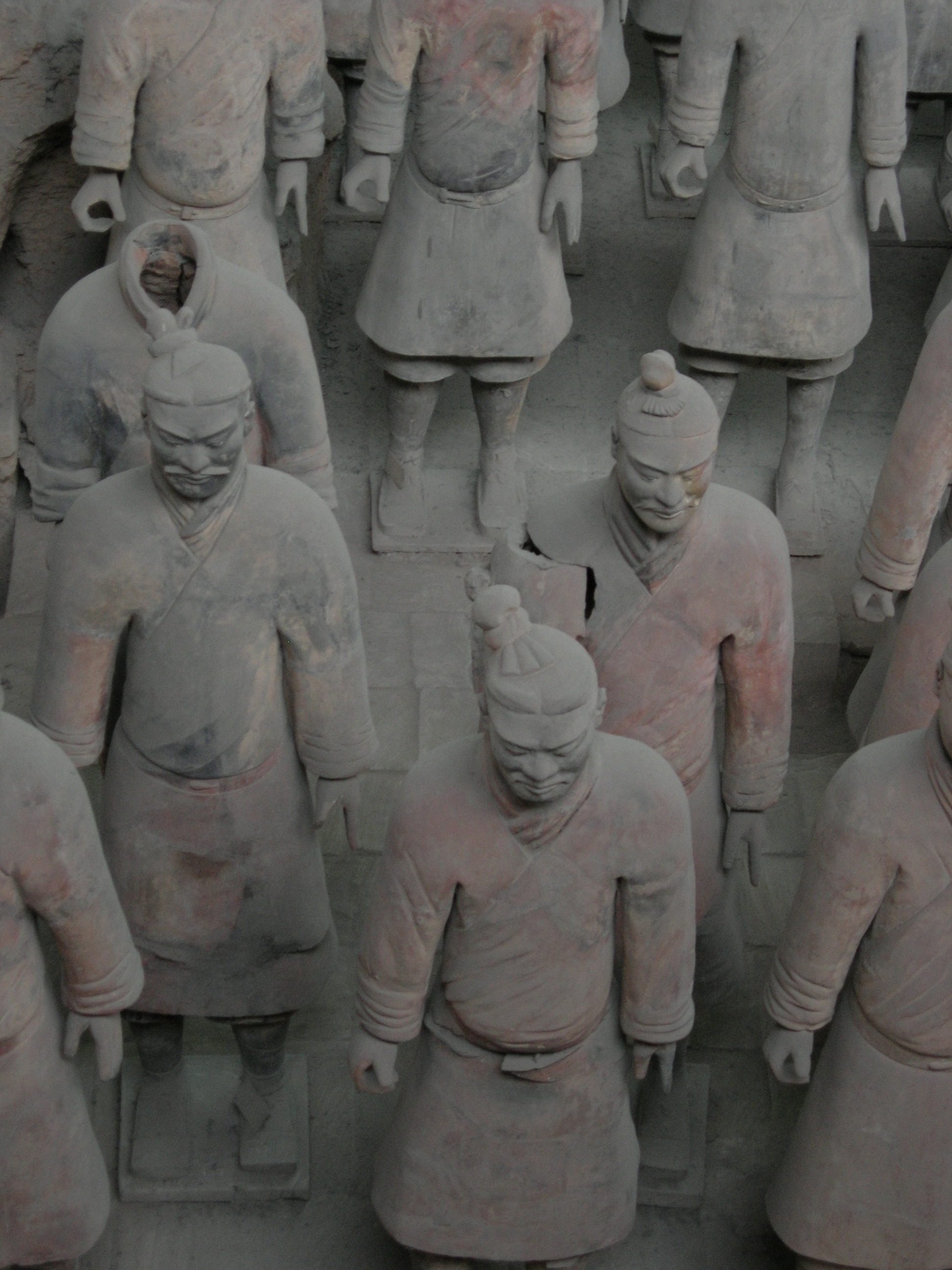
Sochy vojáků

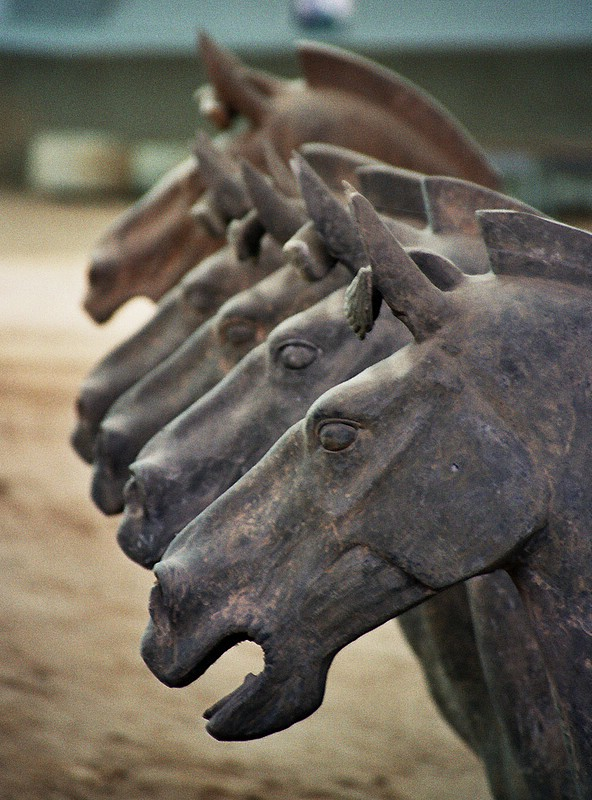
Sochy koní

Mauzoleum prvního císaře dynastie Čchin ze 3. století př. n. l., známé také pod názvem Terakotová armáda (čínsky 兵馬俑, ping-ma-jung), patří mezi největší a nejbohatší mauzolea na celém světě. Hrobka s unikátní konstrukcí se nalézá poblíž čínského města Si-an v provincii Šen-si v místě nazvaném Lishan. Celková plocha areálu zabírá 56 km².
Průzkumy potvrdily, že součástí hrobky je pod zemí pohřbená armáda více než 8000 terakotových válečníků z období kolem roku 220 př. n. l. Sochy, původně barevné, jsou vyrobené z pálené hlíny.

## První čínský císař Čchin Š’-chuang-ti
Král Čeng, od roku 247 př. n. l. panovník západočínského státu Čchin postupně dobyl ostatní čínské státy, sjednotil tak zemi a roku 221 př. n. l. si udělil titul Čchin Š’-chuang-ti, První svrchovaný císař Čchinů.
Říši rozdělil na komandérie a okresy. Budoval silnice, zavedl jednotnou měnu, znaky písma (takzvané malé pečetní písmo) a sjednotil míry objemu a hmotnosti. Za účelem obrany země před nájezdy severních kmenů vybudoval dlouhou čínskou zeď.
Vládl autoritativně, v souladu s legistickou filozofií, pomocí přísných zákonů jejichž dodržování bylo nekompromisně vyžadováno. V zájmu upevnění jednoty říše, na radu svého prvního ministra Li S’a, zakázal soukromé držení historických a filozofických spisů.
Sám žil velice rozmařile, nechal vybudovat přepychový císařský palác a už během svého života počal s výstavbou své hrobky. Celá výstavba zabrala téměř 40 let, ani v době císařovy smrti roku 210 př. n. l. ještě nebyla zcela hotová.

## Hrobka Prvního císaře
Komory, v nichž je umístěna terakotová armáda, jsou součástí mnohem většího pohřebního komplexu. Do první poloviny 90. let byly zaznamenány nálezy z čchinského období na 57 kilometrech čtverečních plochy, radarový průzkum a archeologické nálezy v 21. století vymezily jeho plochu na přibližně 98 kilometrů čtverečních.
Po staletí byly v oblasti hory Li nalézány zbytky starověkých staveb, střešní tašky, cihly a kusy zdiva. Stavbu hrobky prvního císaře Čchin Š’-chuang-tiho popsal historik S’-ma Čchien ve své nejvýznamnější práci Zápisky historika, napsané století po dokončení hrobky. Práce začaly v roce 246 př. n. l. krátce poté, co Čchin Š’-chuang-ti (tedy ve věku 13 let) nastoupil na čchinský královský trůn; na výstavbě areálu pracovalo na 700 000 dělníků. Geograf Li Tao-jüan, který psal šest století po smrti prvního císaře, zaznamenal ve svém Komentáři ke knize o řekách (Šuej-ťing ču), že hora Li byla oblíbeným místem kvůli své příznivé geologii „známá svými nefritovými doly, její severní strana byla bohatá na zlato a její jižní strana oplývá nádherným jadeitem, První císař, zlákán věhlasem tohoto místa, je vybral pro stavbu své hrobky“. S’ma Čchien napsal, že byl pohřben ve skvostné pohřební komoře s cennými artefakty a úžasnými předměty. Podle jeho popisu bylo pomocí rtuti vymodelováno 100 tekoucích řek, strop nad nimi vyzdoben nebeskými tělesy, pod nimiž byla postavena krajina. V půdě mohyly byla prokázána vysoká kontaminace rtutí, což potvrzuje líčení S’ma Čchiena.
Císařova pohřební komora leží pod mohylou, původně vysokou 116 m, se základnou 486 (ve směru východ-západ) × 515 (ve směru sever-jih) metrů; do konce 20. století eroze snížila výšku mohyly na 76 m. Kolem mohyly leželo vnitřní a vnější město, obě obehnaná hradbami. Hradby vnitřního města objímaly prostor 1355×580 metrů (s delší osou v severojižním směru), vnější hradby 2165×940 metrů. Každá strana hradeb byla prolomena branou, nad níž byla věž, pouze severní strana vnitřního města měla brány dvě. Císařova mohyla leží v jižní části vnitřního města, severně od ní ležel Palác císařova ducha a další stavby. Zastavěno bylo i vnější město.  Nadzemní stavby byly zničeny a hrobka vypleněna armádou protičchingského povstalce Siang Jüa v souvislosti s pádem říše Čchin.
Západně od císařovy mohyly v prostoru mezi vnější a vnitřní hradbou bylo objeveno 31 pohřebních jam ve třech řadách obsahujících rakve s modely ptáků, zvířat a cca 70 cm vysokými plastikami lidí. Zřejmě představovaly císařské sady a parky a jejich obsluhu.
Další objevená podzemní komora leží 350 metrů východně od hradeb. Obsahuje dva velké, původně malované bronzové modely vozu císaře, včetně také bronzových k vozu příslušejících koní (čtyřspřeží) a vozků. Sochy jsou zdobeny stříbrem a zlatem, vůz byl namalován na bílo, s obrazy draků, fénixů a oblaků. Vozy, koně i lidé jsou zhruba poloviční proti životní velikosti.

## Terakotová armáda

### Objevení terakotové armády

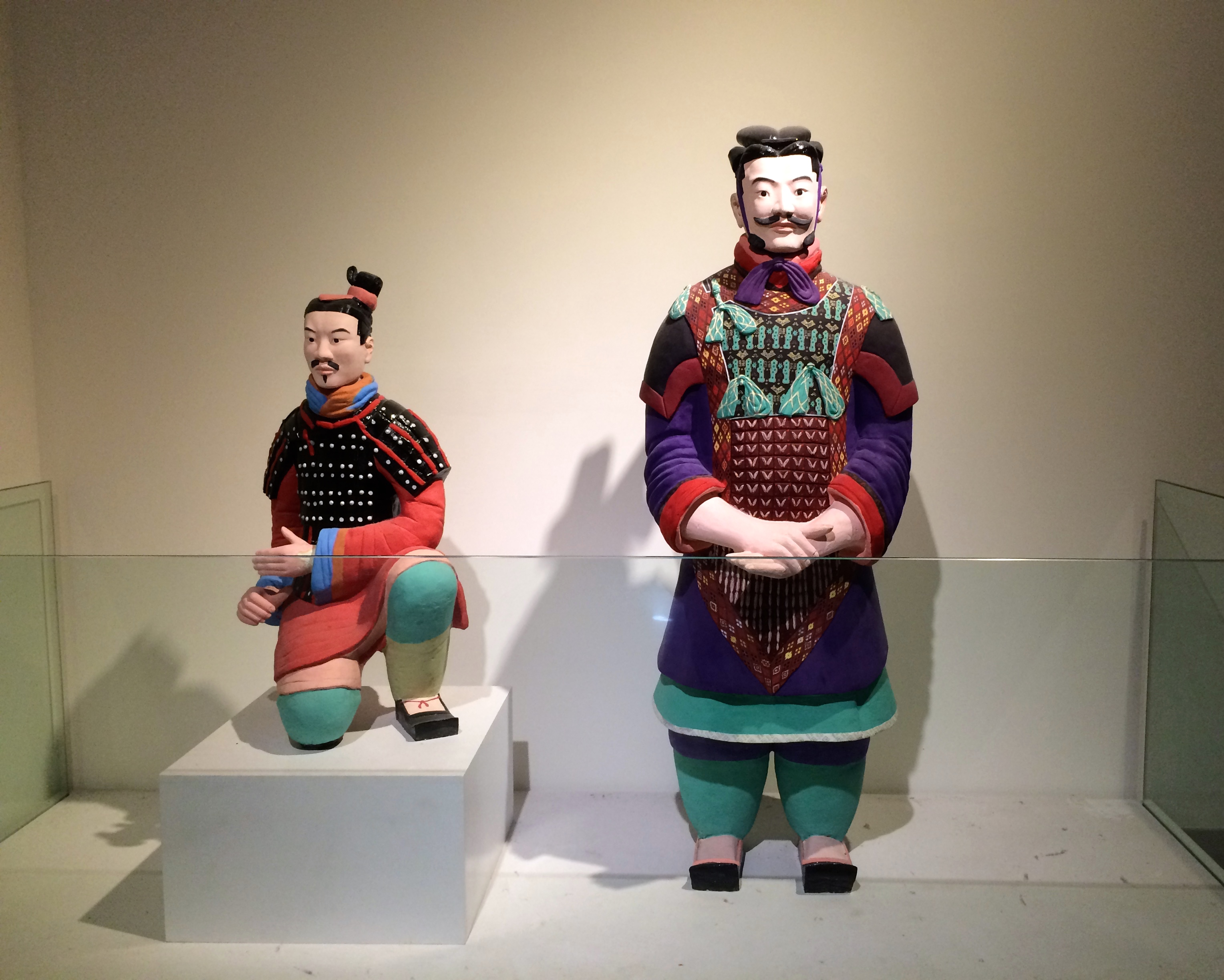
Rekonstrukce původního vzhledu dvou vojáků terakotové armády, vlevo řadový voják, vpravo generál

Objekty v nichž je umístěna terakotová armáda, se nalézají na východ od Si-anu, a asi 50 km od čchinského hlavního města Sien-jangu, asi 1,5 km východně od císařovy mohyly u hory Li, nedaleko vesnice Lin-tchung. Armáda umístěná východně od hrobky ji tak chrání před nepřáteli, na východě totiž ležely všechny čínské státy dobyté Prvním císařem.
Terakotová armáda byla objevena 29. března 1974, když místní rolníci kopali studnu, narazili přitom na zlomky keramických plastik, bronzové spouště k samostřílům a bronzové hroty šípů. Nález ohlásili archeologům, kteří zahájili průzkum naleziště, o dva roky později kromě prvního a největšího podzemního objektu objevili další dvě podzemní komory a později čtvrtou a odhalili tak největší soubor keramických soch, který kdy byl v Číně objeven.

### Podzemní prostory

Schematický plán prostor v nichž se nachází terakotová armáda (komory č. 1, 2 a 3) a prázdné komory č. 4

Pro terakotovou armádu starověcí stavitelé vybudovali čtyři podzemní prostory. Leží v hloubce cca 7 metrů. Výška vnitřních prostor byla 3,2–3,8 metrů. Objekty byly dlážděné cihlami, s dřevěným stropem podepřeným velkými trámy a sloupky. Dřevěné stropy byly pokryty rákosovými rohožemi a vrstvami hlíny a poté zasypány hlínou, která po dokončení prací vytvořila vyvýšeninu o 2 až 3 metry nad úrovní okolního terénu.
První objekt je 230 metrů dlouhý (ve východozápadním směru) a široký 62 metrů o ploše 14 260 m². Obsahuje hlavní armádu o více než 6 000 vojácích, desítkách válečných vozů, přes 50 tisících zbraní. Vpředu prostoru stojí tři řady vojáků po 70 mužích, otočených tváří k východu. Za nimi následuje v jedenácti oddělených vydlážděných koridorech, širokých přes 3 metry, celkem 38 zástupů se stejnou orientací směrem k východu, pouze vojáci v obou krajních řadách jsou otočeni tváří do stran, na sever a na jih.

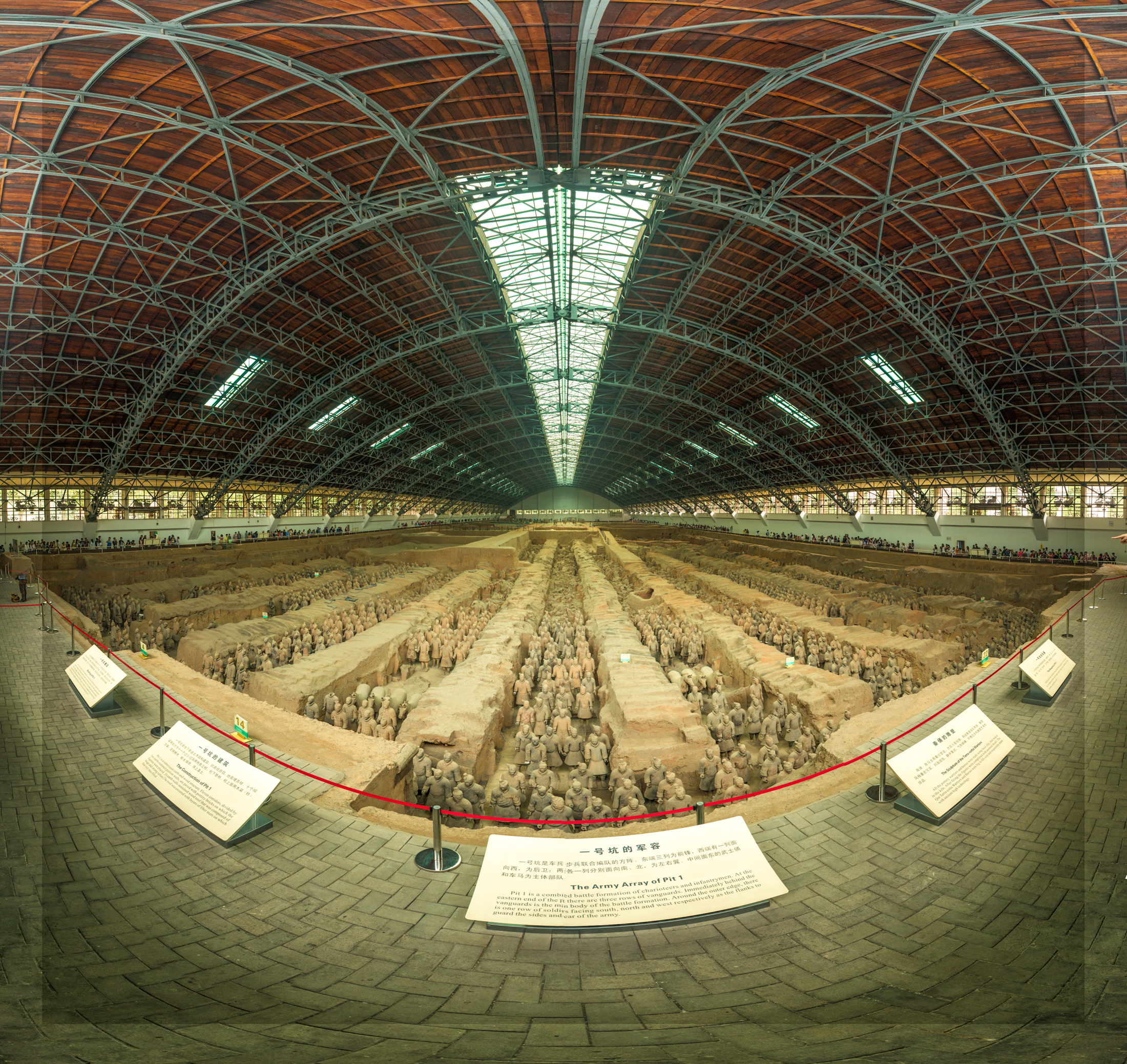
Panoramatický pohled na terakotovou armádu v hale zastřešující komoru č. 1

Druhá komora leží 20 metrů severně od východního konce první, zaujímá plochu celkem 6000 m². Má tvar obráceného písmene L o výšce 124 m (ve směru východ-západ) a šířce příčky L 98 m. Je v ní umístěno více než tisíc bojovníků, a sice 89 vozů a k nim 356 koní a 261 vozatajů; 116 koní a stejně jezdců; a 562 pěšáků. V centru komory stojí smíšená sestava vozů, pěchoty a jízdy, v jižní části válečné vozy, v severní jízdní oddíl a v severovýchodní jednotka lučištníků.
Třetí objekt leží 25 metrů severně od západního konce první komory. Má tvar nepravidelného U o největších rozměrech 17,6 × 21,4 m a rozkládá se na ploše 520 m². Je zřejmě velitelským stanovištěm armády, s 64 vojáky-strážci, vysokými důstojníky a jedním válečným vozem.
Čtvrtý objekt umístěný severně od středu první komory, mezi druhým a třetím objektem, je prázdný, zřejmě nedokončený.
Některé sochy v prvním a druhém objektu vykazují poškození ohněm, a také byly nalezeny pozůstatky spálených stropních krokví. To, společně s chybějícími zbraněmi, je považováno za důkaz v pramenech zmíněného rabování armádou Siang Jüa a následného vypálení místa, které zřejmě způsobilo zhroucení střechy a rozbití soch uvnitř. Terakotové figury, které jsou nyní vystavovány, byly obnoveny z fragmentů.

### Sochy
Bojovníci jsou vyrobeni z terakotové hlíny v mírně nadživotní velikosti, jsou vysocí 175–187 cm. Sochy dosahují váhy 100–300 kg. Jejich výzbroj byla pravá, vyrobená ze dřeva a bronzu, dřevěné části se ale nedochovaly. Přes vysoké množství soch se nenajdou dvě stejné – každá je unikátní, ale realistická, v přirozeném postoji s rysy a gesty charakteristickými pro hodnost a funkci vojáků, důstojníků a generálů.
Sochy byly vyráběny po částech. Dělníci nejdříve zhotovili podstavec cca 34×34×4 cm, na který přidělali chodidla. Na ně nasadili nohy (plné nebo i duté), přičemž povrch nahrubo modelovaných polotovarů překryli proužky hlíny z nichž vymodelovali oděv postav. Nohy poté nechali zaschnout. Poté k nim připevnili spodní díl trupu (po pás) a po zaschnutí zbytek trupu. Paže buď vytáhli z trupu jako jeho pokračování nebo je, již vytvarované, přitmelili. Ruce s prsty a hlavu vytvářeli vždy samostatně a přitmelili je k postavě. Povrchové detaily oděvu, rukou a tváře dotvarovávali ručně s velkou pečlivostí, soustředili se zejména na individuální výraz tváře a očí.
Analogickým způsobem sochaři vytvářeli sochy koní. Nejdříve plné nohy, které nesly celou váhu sochy, k niž připojovali jednotlivé díly trupu – břicho, boky a nakonec hřbet. Trup přitom zpevnili dřevěnými vzpěrami. Poté připevnili šíji a hlavu a ocas.
Hotové sochy pomalu vysušili a poté vypálili. Nakonec sochy pomalovali, barvy se zachovaly pouze zlomkovitě, zejména na sochách v objektu č. 2.

## Současnost

Muzeum mauzolea Čchin Š’-chuang-tiho

Turistům jsou dnes zpřístupněny všechny tři objekty, nad kterými byly postaveny zastřešující haly, tedy první a největší s terakotovými válečníky, a pak také druhá a třetí komora, které jsou stále z velké části neodkryté. Nižší turistickou atraktivitu těchto dvou komor vyrovnává několik zasklených vystavených soch lučištníka a důstojníků různých hodností, které si turisté mohou prohlédnout zblízka. Lze také zhlédnout videoprojekci o průběhu vykopávek.
Vzhledem k obrovskému historickému významu byla hrobka Prvního císaře v roce 1987 zařazena na seznam světového dědictví UNESCO. Chráněn je areál o rozloze 56,25 km².
Budoucnost armády je ale i po dvou tisících letech nejistá: průmyslem znečištěné ovzduší i vlhkost přinášená návštěvníky terakotové sochy narušuje a tak archeologové rozhodli o zasypání částí výkopů, aby byly sochy zachovány i pro další generace.

## Další armády
Jsou známy i další armády. Například menší armáda v hrobce císaře Ťing-ti.

## Galerie

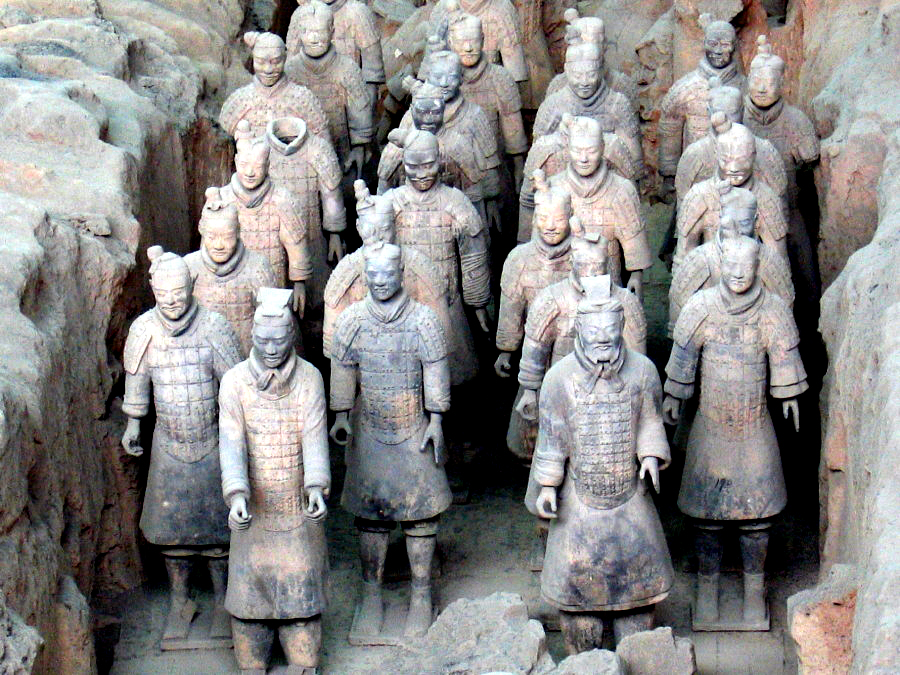
Kolona vojáků
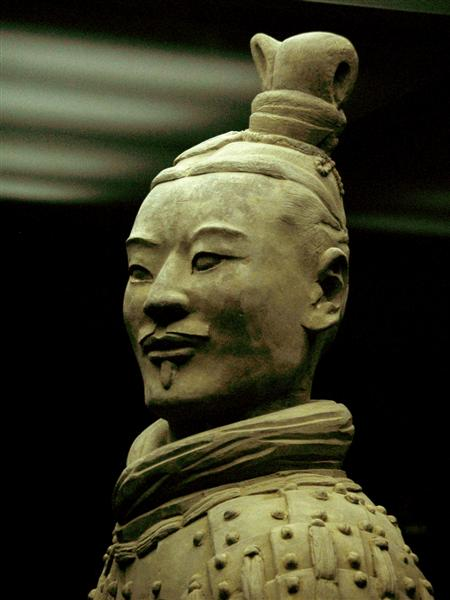
Hlava lučištníka
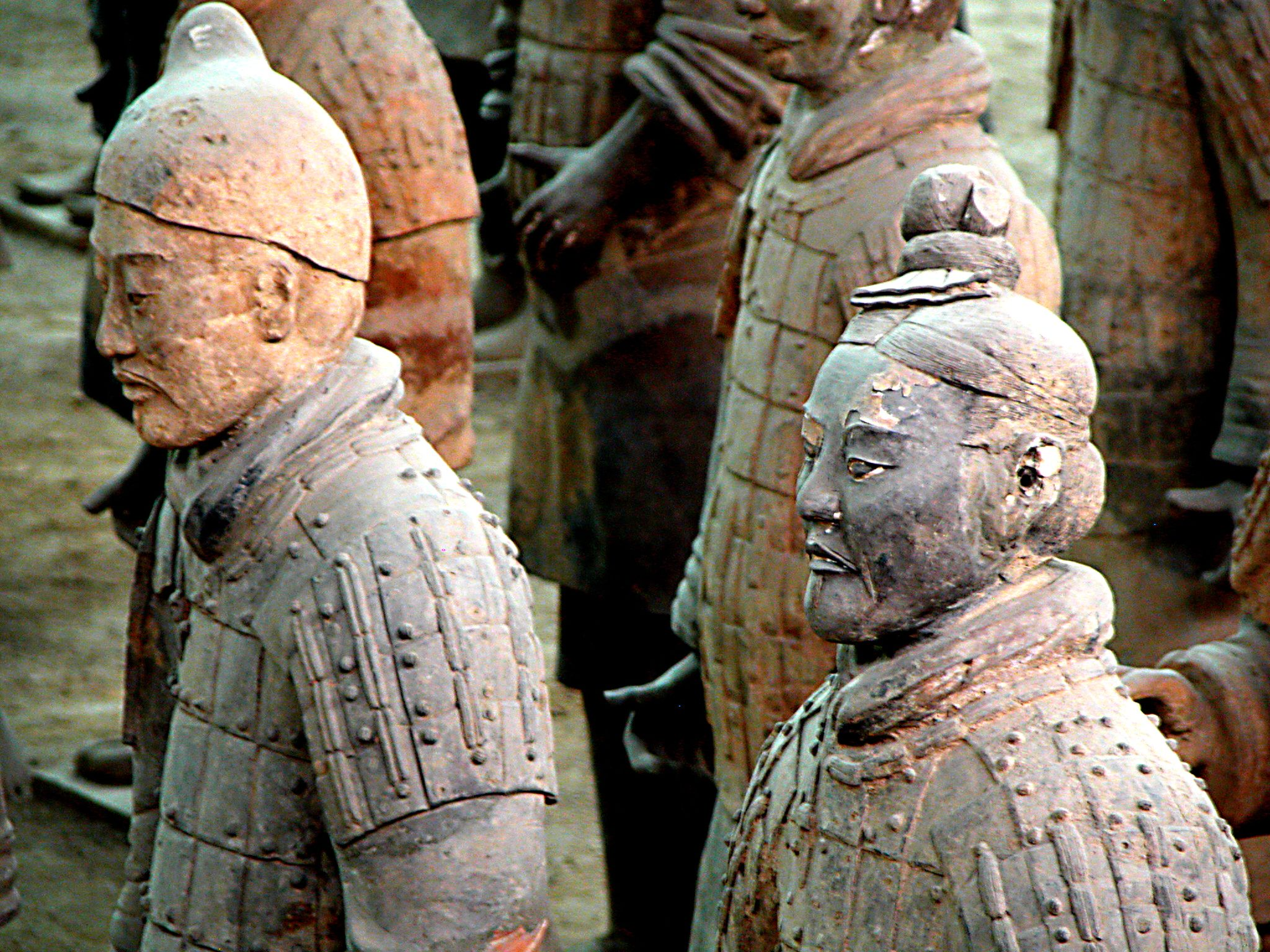
Každý voják má svou individuální tvář
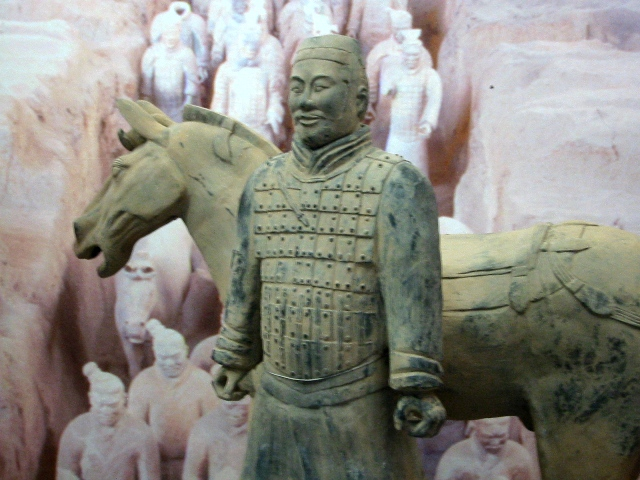
Jezdec a jeho kůň
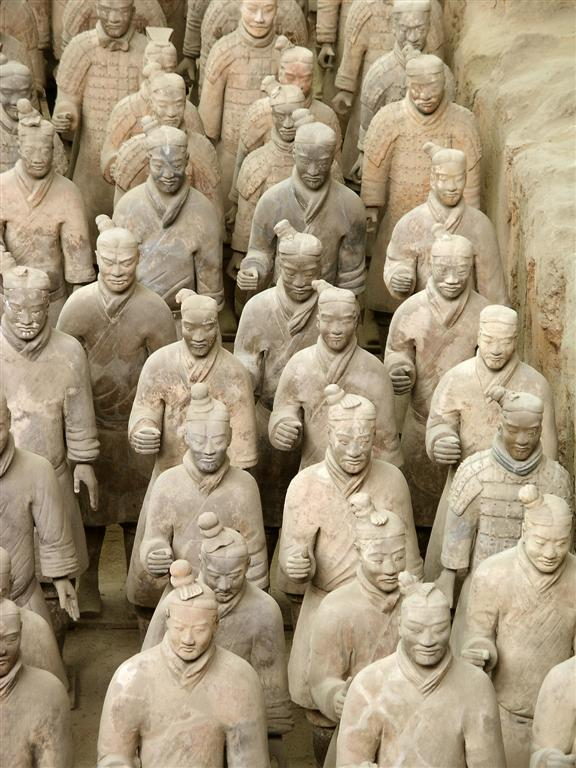
Oddíl pěšáků
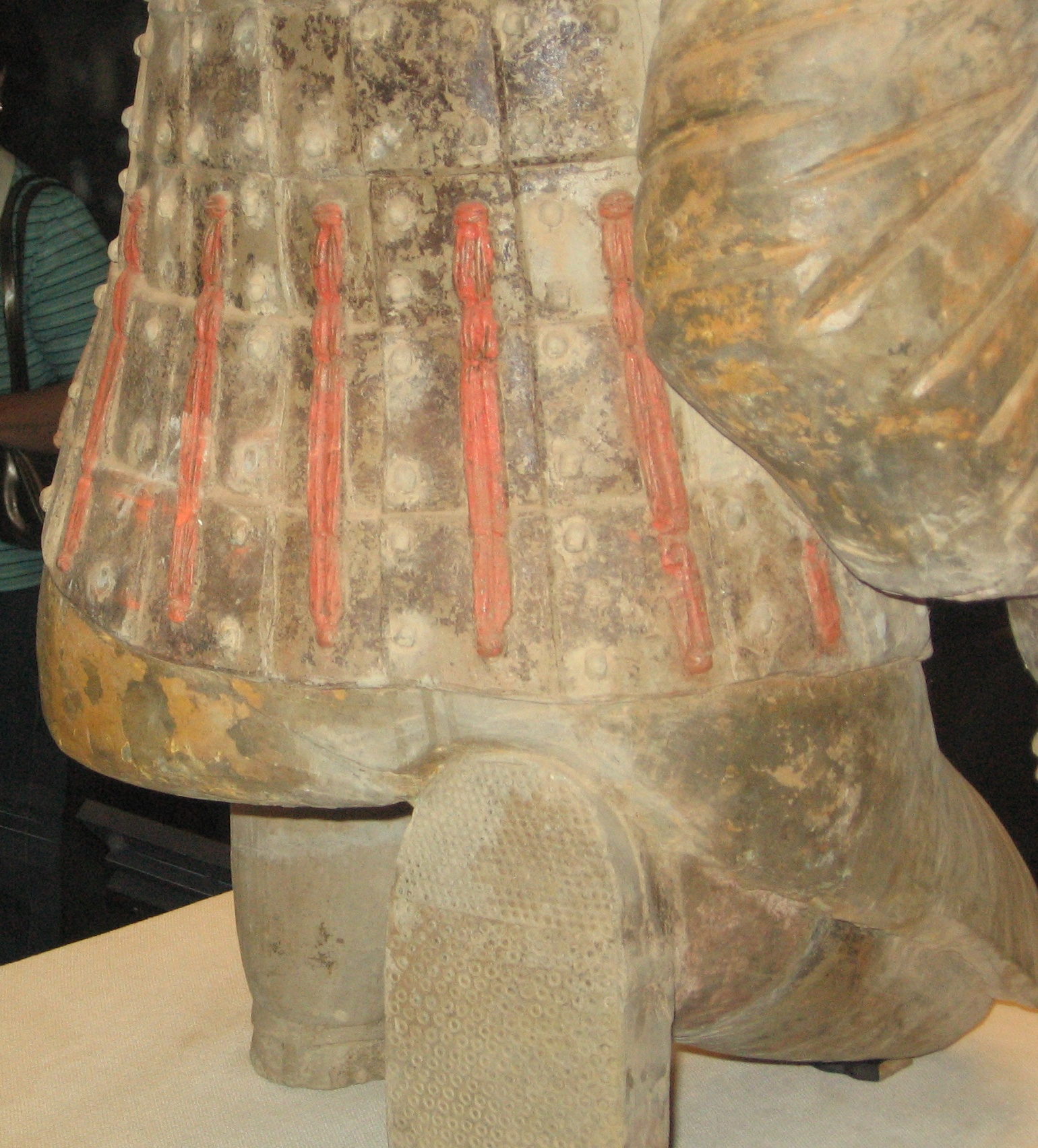
Zbytky barev na soše klečícího vojáka
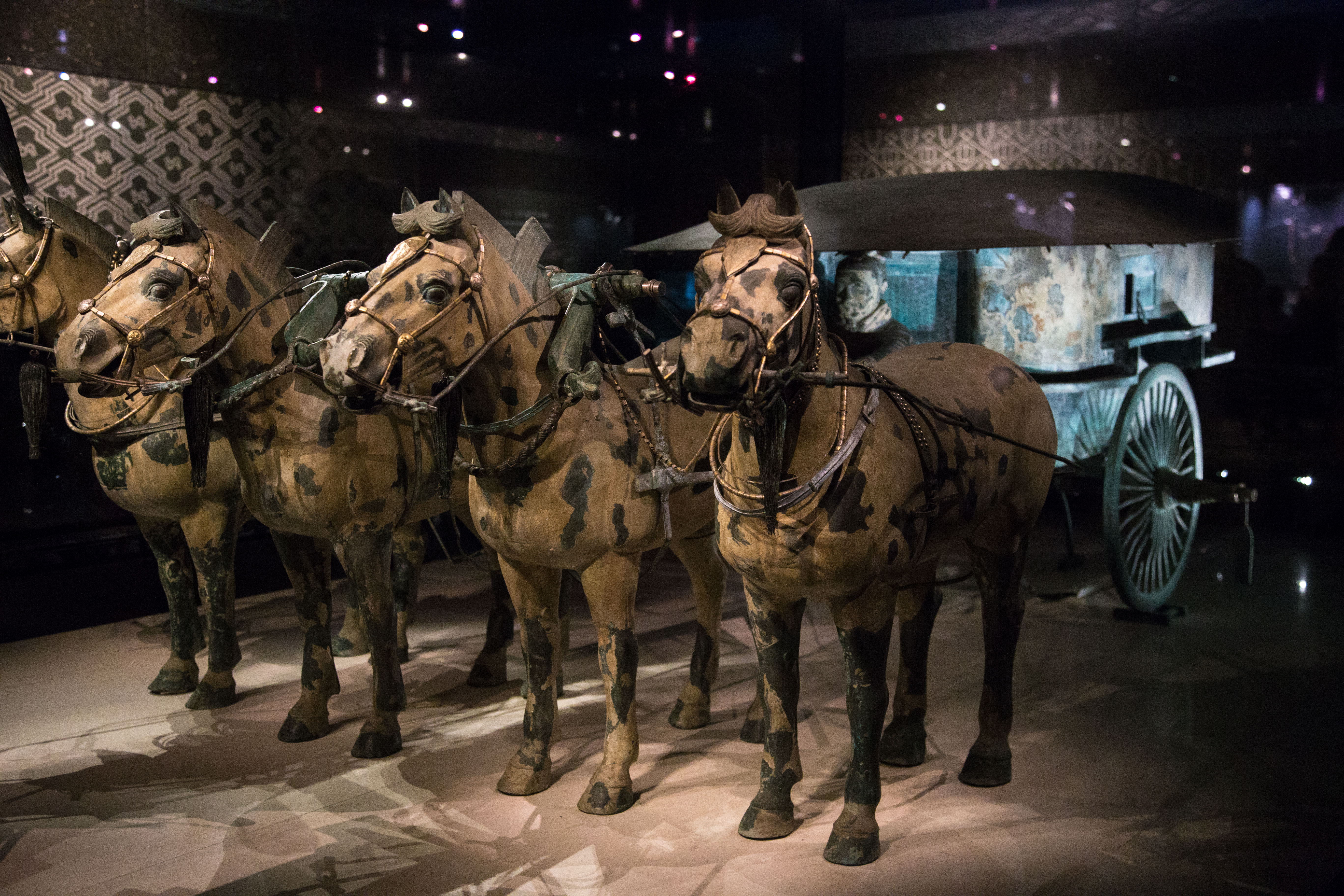
Bronzové čtyřspřeží a vůz, zřejmě císařský
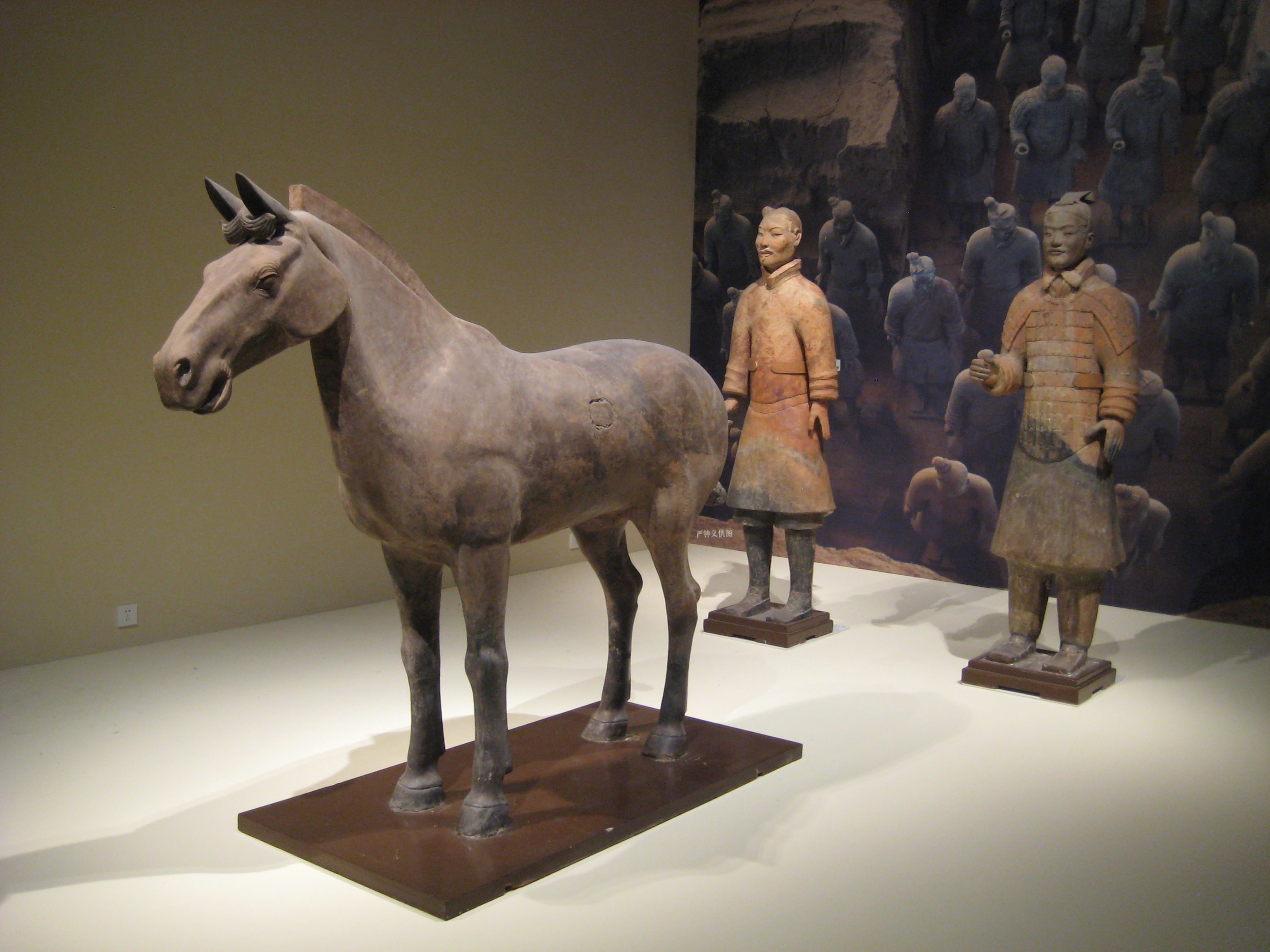
Terakotový kůň a dva vojáci
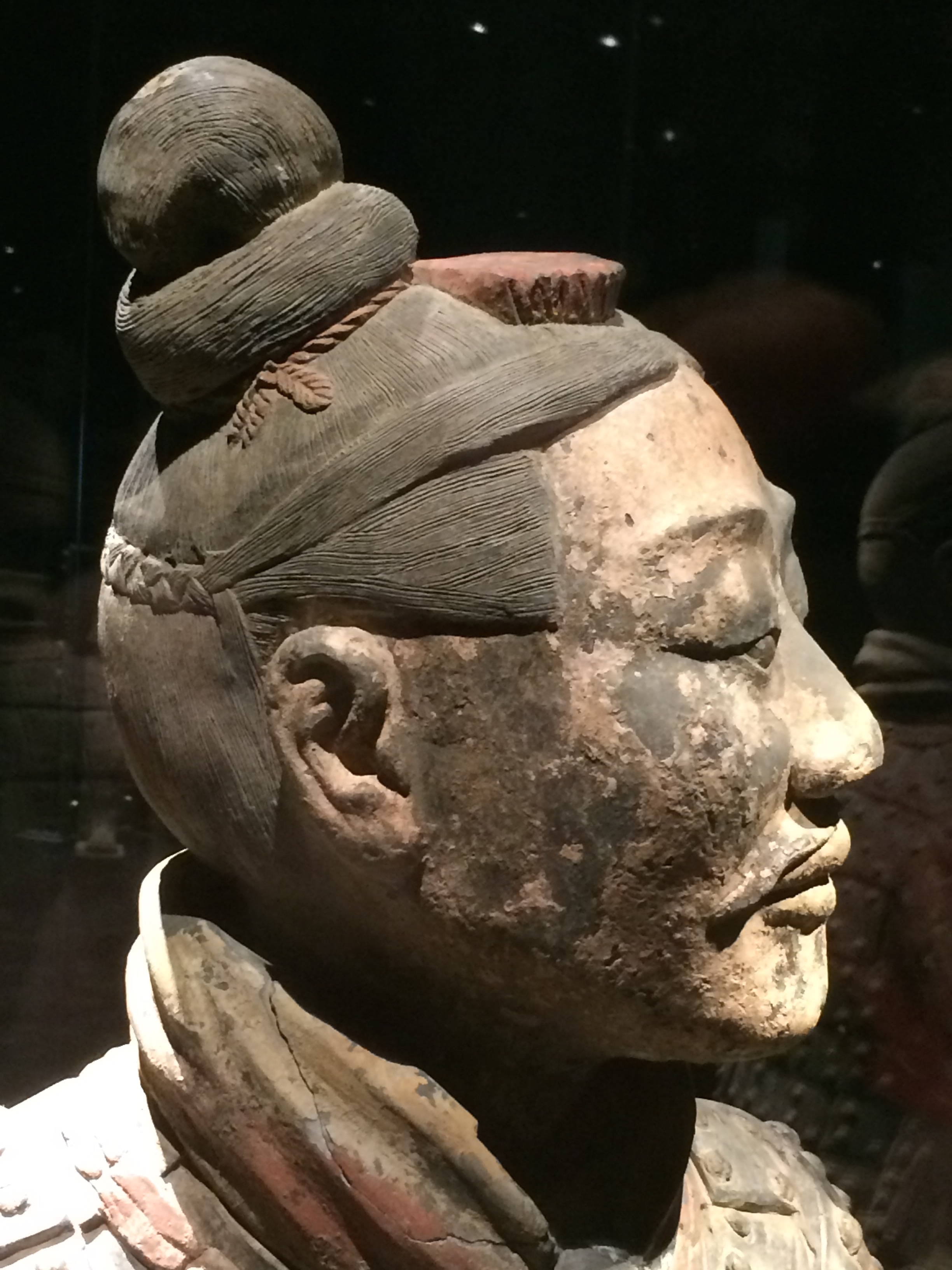
Hlava lučištníka s účesem typickým pro vojáka
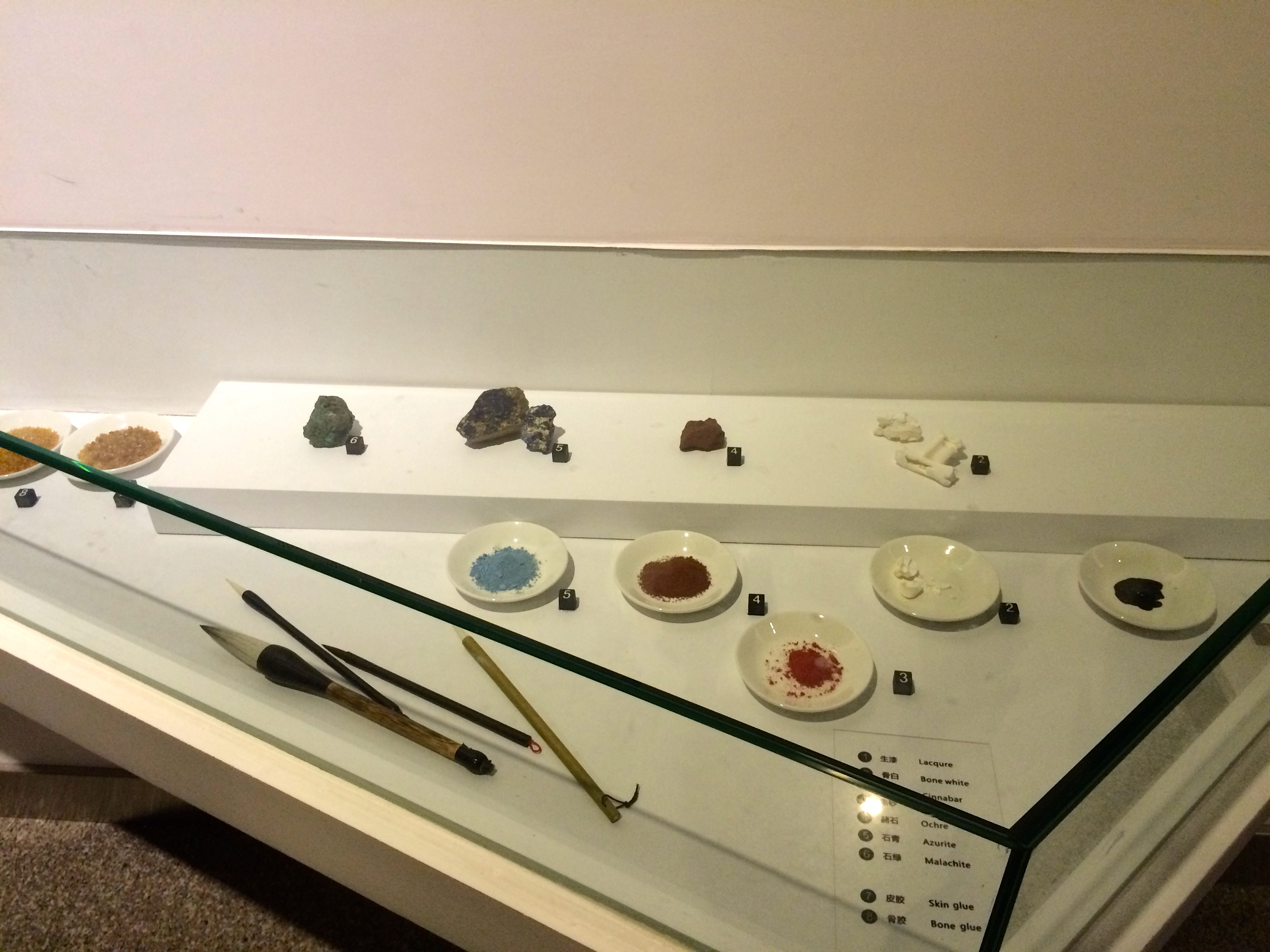
Pigmenty užité při obarvení soch
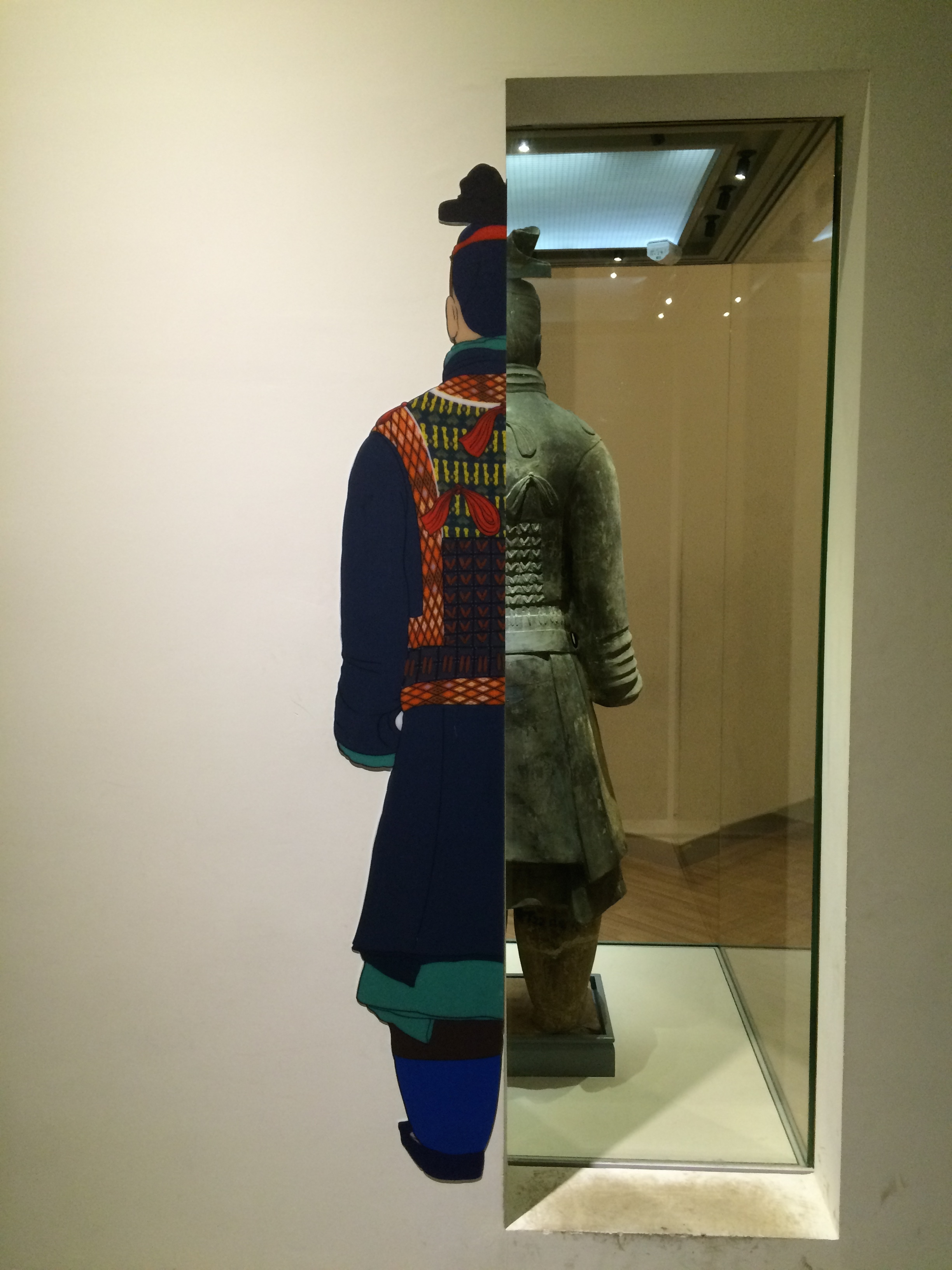
Rekonstrukce vzhledu důstojníka
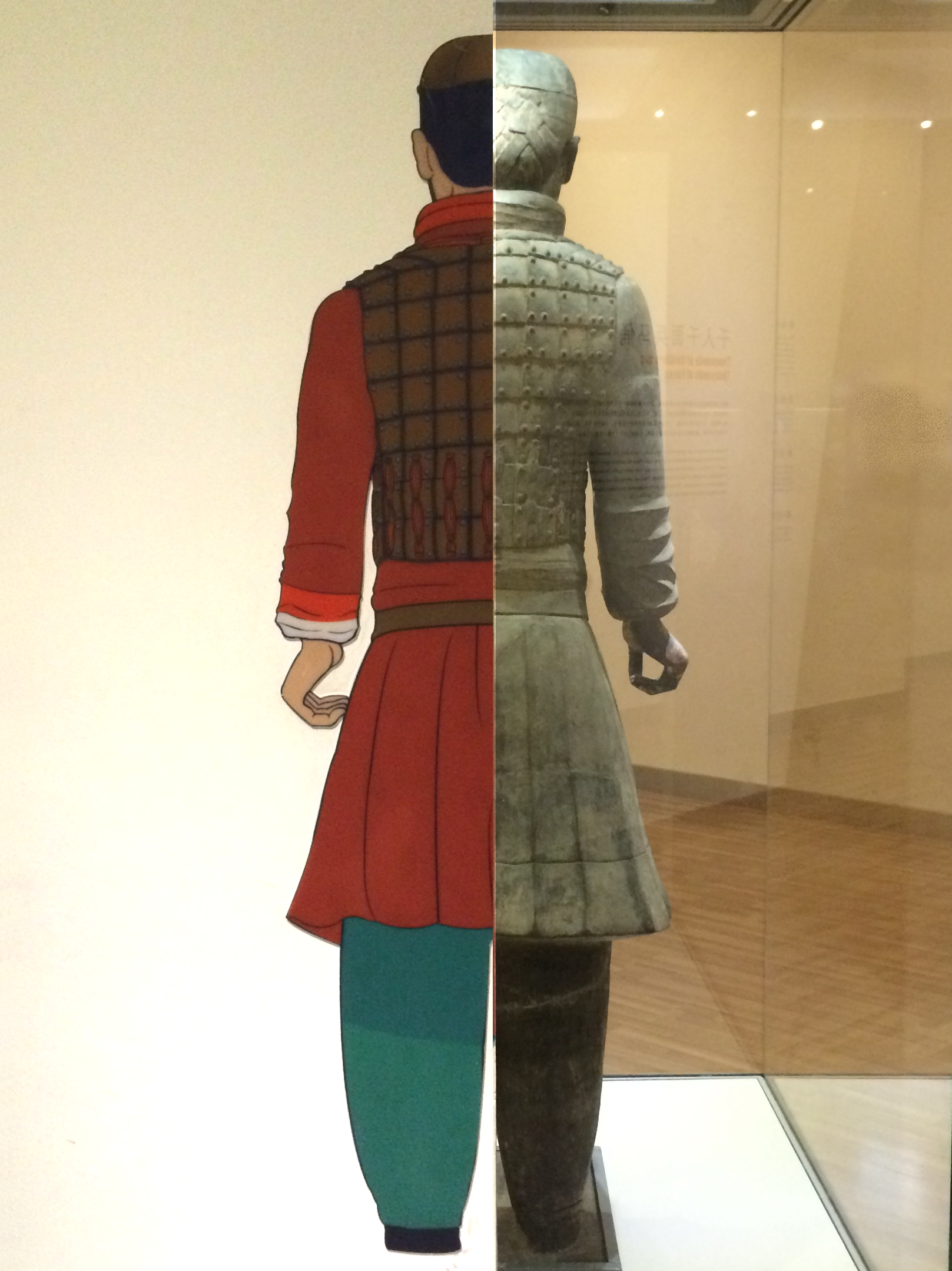
Rekonstrukce vzhledu vojáka